# یواس‌اس واشینگتن (اس‌اس‌ان-۷۸۷)
یواس‌اس واشینگتن (اس‌اس‌ان-۷۸۷) (به انگلیسی: USS Washington (SSN-787)) یک زیردریایی است که طول آن 114.9 meters (377 feet) می‌باشد.